# Kyōshirō to towa no sora
Kyōshirō to towa no sora (京四郎と永遠の空?) è un manga giapponese scritto e disegnato da Kaishaku, serializzato sulla rivista shōnen Monthly Dragon Age da maggio 2006 a luglio 2007. L'anno seguente all'inizio delle pubblicazioni del fumetto, un adattamento sotto forma di serie televisiva anime da 12 episodi è stato trasmessa dal 5 gennaio al 23 marzo 2007. Tale serie contiene diversi riferimenti ad altri lavori del passato dell'autore, tra i quali Kannazuki no miko, Mahō shōjo neko Taruto e Steel Angel Kurumi.

## Trama
Kyōshirō to towa no sora racconta le vicende di una ragazzina del liceo che studia presso la cittadella universitaria conosciuta con il nome di Academia, che rappresenta un simbolo per la rinascita dell'umanità, dopo i tragici eventi accaduti dieci anni prima e che hanno quasi portato all'estinzione della razza umana.
La storia si apre seguendo le lettere che Kū giornalmente invia ad un fantomatico principe dei suoi sogni, e che costituiscono a modo loro una sorta di diario giornaliero della protagonista. Un giorno, tuttavia, un nuovo studente entra a far parte della classe di Kū, la quale, immediatamente identifica nel ragazzo, Kyōshirō Ayanokōji, il principe che da sempre aspetta.
La realtà, tuttavia, è molto diversa da quella che la giovane ragazza può immaginare, e Kyōshirō, per quanto possa essere affascinante, si rivela completamente diverso dal principe dei sogni di Kū. Quest'ultima, inoltre, si vede immediatamente catapultata in una serie di eventi sui quali non ha alcun controllo e che ben presto mette in evidenza la realtà della sua natura, nonché le sue origini non umane. Seguendo le volontà di Kyōshirō, Kū diventa letteralmente un'arma che può rivelarsi devastante per l'umanità, condividendo così la stessa sorte di Setsuna, altra protagonista, che a sua volta non è nulla di più se non uno strumento nelle mani di Kyōshirō e dei suoi fratelli. Quel che ben presto Kū viene a sapere è che tanto lei, quanto Setsuna, non sono altro che delle creature chiamate Absolute Angels, angeli assoluti, dotati di enormi poteri e capaci di mutare in particolari mecha.

### Mecha
Il rapporto fra i mecha e gli Absolute Angels, in Kyōshirō to Towa no Sora, è assolutamente particolare, infatti a differenza del resto degli anime e manga che ruotano intorno ai classici robottoni, in questo caso i protagonisti non evocano, o richiamano, dei robot esterni, piuttosto essi stessi mutano in tali "creature". La regia, tuttavia, è costruita in modo molto particolare e rende difficile comprendere la distinzione esistente fra tale mutazione ed una vera e propria evocazione ed in alcuni casi, anzi, sembrerebbe suggerire entrambe le situazioni.
Infatti, sebbene molte volte gli Absolute Angels mutino parte del loro corpo (come le braccia, o le gambe) in quello di un mecha, non sono neanche rari i casi in cui tanto l'angelo, quanto il mecha, siano contemporaneamente presenti. Questo aspetto, rimasto insoluto, è una delle maggiori caratteristiche del lavoro in questione.

### Mana
Gli Angeli Assoluti posseggono un'energia latente che viene consumata ogni qual volta entrano in battaglia. Per poter rigenerare tale energia, essi devono ottenerla attraverso un bacio. Tale elemento è stato più volte additato come pallida scusa per scene di fanservice, soprattutto legate al mondo dell'omosessualità femminile: i baci fra le diverse protagoniste, infatti, sono innumerevoli.

## Personaggi
Kū Shiratori (白鳥 空?, Shiratori Kū)
Doppiata da Sayuri Yahagi
Kū è la classica studentessa del liceo, un'adolescente sentimentale, che tuttavia sembra portare dentro di sé un enorme vuoto, a tal punto da definire sé stessa come un involucro senz'anima. Seguendo i suoi sentimenti, la si vede spesso dialogare - sia tramite le sue lettere, sia mediante veri e propri monologhi - con il suo fantomatico principe, che ben presto identifica in Kyōshirō. In realtà, pur essendo Kū una ragazzina introversa che sente spesso di non essere all'altezza della situazione, essa nasconde un potere devastante in quanto, sebbene non ne sia al corrente almeno in principio, fa parte del gruppo degli Absolute Angels. Il suo nome originale è infatti Cielo (チェーロ?, Chēro) e Kū non è altri se non l'angelo assoluto su cui stavano studiando Kazuya, il fratello maggiore di Kyōshirō, e suo nonno. Durante l'incidente di dieci anni prima, Cielo andò in frantumi, creando quattro pezzi conosciuti con i nomi di Murakumo, Batraz, Claíomh Solais e Megingjord. Anche quest'ultimo, tuttavia, si frantumò in due: il corpo da una parte, che è nascosto in Kū, e lo spirito dall'altra e che si cela in Waruteishia; questo è il motivo per cui Kū afferma spesso di sentirsi un involucro vuoto e privo di anima.
Kyōshirō Ayanokōji (綾小路 京四郎?, Ayanokōji Kyōshirō)
Doppiato da Katsuyuki Konishi
Kyōshirō è visto, in principio, come il principe tanto sognato da Kū. Si tratta di un ragazzo estremamente raffinato, dotato di evidenti abilità che tradiscono un'origine elevata: va a cavallo, suona il violino, utilizza con abilità la spada. Kyōshirō è il più giovane dei membri della famiglia Ayanokōji e, come tutti i suoi fratelli, si rivela molto ambizioso e dalle idee ben chiare. È convinto che gli Angeli Assoluti siano il più grosso male della società e sebbene si serva di Setsuna per combattere i suoi fratelli, non nasconde il suo desiderio di riuscire, alla fine, a distruggere tutti gli Absolute Angels, sebbene il suo proposito venga definitivamente meno quando si innamora di Kū. Da segnalare, a proposito di Kyōshirō, la devozione quasi morbosa che egli conserva nei confronti del fratello maggiore, Kazuya, idealizzato come modello perfetto da seguire.
Setsuna (せつな?)
Doppiata da Yuki Matsuoka
Setsuna è l'Absolute Angel conosciuto con il nome di Claíomh Solais (Kurau Sorasu). Combatte al fianco di Kyōshirō come sua compagna, pur essendo consapevole del fatto che il ragazzo voglia distruggere tutti gli Angeli Assoluti. Nei suoi confronti, infatti, Setsuna prova un forte sentimento di chiara natura sentimentale e sebbene raramente riveli tali emozioni, esse si fanno via via sempre più chiare ed evidenti. Durante il primo incontro con Kū, Setsuna viene scambiata per una principessa, per via della sua eleganza e dei suoi comportamenti sempre composti, tant'è che in principio la stessa protagonista è convinta del fatto che Kyōshirō e Setsuna siano una coppia. Con il trascorrere del tempo, e soprattutto in seguito al trasferimento di Kū presso la loro casa, Setsuna diventa sempre più gelosa, sebbene nasconda tali sentimenti per non turbare Kyōshirō. In ogni caso, per tutta la durata dell'anime, Setsuna rimane al fianco della nuova coppia supportando i due come può e dimostrando così tutta la sua devozione nei confronti del giovane Ayanokōji.
Mika Ayanokōji (綾小路 三華?, Ayanokōji Mika)
Doppiata da Atsuko Tanaka
Mika è il capo dell'Accademia Higashigetsu Fūma, una scuola per sole studentesse che Mika gestisce grazie anche alla presenza di Kaon al suo fianco. Nei confronti di quest'ultima, Mika è fortemente gelosa e possessiva, soprattutto nei riguardi di Himiko, una delle ragazze dell'accademia che viene spesso utilizzata per conferire energia a Kaon, tradendo così un interesse passionale di ovvia natura omosessuale. Nella famiglia Ayanokōji, Mika è la terzogenita e conserva un odio naturale nei confronti di Kazuya, il maggiore dei fratelli. La causa di tale odio è da ricercarsi nei giorni del disastro che ha avuto origine dieci anni prima e che probabilmente è stata la causa di una lunga degenza ospedaliera, durante la quale è probabile che Mika abbia perso l'uso del suo occhio sinistro. Nel presente, Mika continua a rivelare segni della sua malattia e lo stesso morboso attaccamento a Kaon sembra avere origine proprio da tale situazione: nei giorni dell'ospedale, infatti, quando tutti l'avevano abbandonata, Mika si legò ad una infermiera le cui fattezze sono molto simili a quelle di Kaon. Durante il corso degli eventi, Mika cercherà di fare tutto quanto in suo potere perché Kaon la ricambi, sebbene i sentimenti di quest'ultima siano completamente rivolti ad Himiko e a tal punto profondi da non poter essere cancellati. Solo in punto di morte, Mika accetterà tale stato di fatto, affidando proprio alla sua rivale Himiko il compito di salvare Kaon, caduta nelle mani di Kazuya.
Kaon (かおん?)
Doppiata da Ayako Kawasumi
Kaon è l'Angelo Assoluto Murakumo, chiara riferimento ad Ama no Murakumo, divinità, ma soprattutto personaggio già utilizzato da Kaishaku in Kannazuki no miko. La stessa Kaon, infatti, non è altri se non la trasposizione in un universo alternativo di Chikane Himemiya. In Kyōshirō to towa no sora, Kaon è una studentessa presso l'Accademia Higashigetsu Fūma retta da Mika Ayanokōji, di cui è anche il braccio destro, o meglio, la sua "spada" come Mika ama definirla. Chiaramente legata ad Himiko, Kaon viene spesso controllata da Mika, anche attraverso delle vere e proprie violenze, nel tentativo di renderla la perfetta arma di distruzione. Fra queste pressioni, va sicuramente ricordato il tentativo di Mika di sostituire il marchio di Angelo Assoluto che Kaon porta sul braccio sinistro con un suo marchio appositamente creato, con l'ovvio scopo di rendere Kaon sua, a tutti gli effetti. Ma esattamente come in Kannazuki no Miko, il sentimento che lega Kaon ed Himiko sembra a tal punto profondo da riuscire a superare ogni limite o freno e finirà con il coronarsi con la morte di Mika e gli episodi finali della serie.
Himiko (ひみこ?)
Doppiata da Noriko Shitaya
Himiko è una delle ragazze al seguito di Mika, alla quale afferma spesso di dovere la vita. Nonostante ciò, Himiko è evidentemente innamorata di Kaon, e tale sentimento finirà con il costarle numerose angherie proprio da parte di Mika. Come Kaon è ispirata a Chikane, così Himiko è la chiara trasposizione di Kurusugawa Himeko, personaggio di Kannazuki no miko, anche se tali due personaggi presentano delle differenze più accentuate rispetto a quanto non accada per Kaon e Chikane. Infatti, a differenza di Himeko, Himiko è caratterizzata da una maggiore forza di volontà, determinazione e coraggio che la porteranno a salvare Kaon da Kazuya in un vero e proprio ribaltamento dei rapporti uke e seme visti in Kannazuki no miko. Con Himeko ha in comune la passione per le arti visuali, anche se preferisce la pittura alla fotografia.
Sōjirō Ayanokōji (綾小路 蒼二郎?, Ayanokōji Sōjirō)
Doppiato da Yūji Kishi
Sōjirō è il secondogenito della famiglia Ayanokōji. All'apparenza è un ragazzo tutto muscoli, dotato di una profonda cicatrice sul volto che lo rende a prima vista il solito personaggio "bullo". In realtà, è dotato di un animo sensibile e di una spiccata intelligenza, mista a pazienza e lungimiranza, nella pratica, tutto l'opposto di quanto l'aspetto fisico lascerebbe intendere. Legato all'Angelo Assoluto Tarlotte, dimostra un punto di vista completamente diverso rispetto ai propri fratelli nei confronti di tali creature che apprezza in quanto esseri viventi, e non come armi da utilizzare per scopi personali. In passato, Sōjirō era il comandante della Squadra di Moralità di Academia, ruolo che finirà con il riassumere sul finire della serie.
Tarlotte (たるろって?, Tarurotte)
Doppiata da Hisayo Mochizuki
Tarlotte è in realtà l'Absolute Angel Batraz (Badorasu). La sua caratteristica principale è la sua rabbia, associata ad un atteggiamento chiaramente infantile. Non è infatti un caso che la piccola Tarlotte finisca sempre con il cacciarsi nei guai, a tal punto che l'unico a riuscire a prendersi cura di lei, o a gestirne le sfuriate, è il buon Sōjirō. All'atteggiamento infantile, già citato, va ad aggiungersi un vero e proprio odio innato nei confronti di tutti gli altri Angeli Assoluti, primi fra tutti Kaon e Setsuna.
Valteishia (ワルテイシーア?, Waruteishīa)
Doppiata da Megumi Ogata
Valteishia è colei che, in realtà, controlla tutti gli Angeli Assoluti. Secondo quanto viene rivelato durante l'arco della storia, ella è morta e risorta diverse volte e viene suggerito che il suo attuale corpo rappresenti la sua quarta incarnazione. Nel presente, è la compagnia di Kazuya e sua fedele seguace. Ed è proprio per seguire un suo comando, che ha soppresso i ricordi di Kū a proposito della sua vera natura. Attraverso le sue parole, si apprende di come Cielo fu diviso in quattro esseri, e di come, inoltre, Kū rappresenti il corpo di tale Angelo Assoluto, mentre lei ne è l'anima. Valteishia ovviamente attende di poter tornare ad unirsi al suo vero corpo, nonostante non apprezzi alcuni comportamenti di Kazuya. Valteishia è ispirata a Valkyrie della serie manga e anime UFO Princess Valkyrie.
Kazuya Ayanokōji (綾小路 一夜?, Ayanokōji Kazuya)
Doppiato da Ken Narita
Kazuya è il primogenito della famiglia Ayanokōji, considerato da tutti un vero e proprio genio. Dieci anni prima della storia attuale, Kazuya stava conducendo degli esperimenti, insieme a suo nonno, per creare gli Angeli Assoluti. Kyōshirō, all'epoca appena un bambino, è convinto del fatto che Kazuya sacrificò la sua vita per riuscire ad impedire la grande catastrofe cui il mondo stava per andare incontro quando la centrale dove venivano condotti gli esperimenti subì un guasto improvviso. In realtà, la storia è molto diversa: Kazuya si rivela infatti una persona con delle ovvie tendenze egemoniche, che parla ed agisce in maniera costantemente teatrale. Durante l'incidente di dieci anni prima, non salvò affatto il piccolo Kyōshirō, così come non fece nulla per salvare la Terra, ma anzi fu proprio lui il responsabile del risveglio di Cielo, che avrebbe voluto utilizzare a suo piacimento. Il suo scopo è quello di riunire tutti gli Angeli Assoluti per tornare a creare Cielo e con esso controllare il mondo.
Jin Ōgami (大神 ジン?, Ōgami Jin)
Doppiato da Junji Majima
Jin è l'attuale leader della Squadra di Moralità di Academia, amico di Kyōshirō e di Sōjirō, agisce sempre nel bene della scuola.
Kozue Satō (佐藤 こずえ?, Satō Kozue)
Doppiata da Rina Satō
Kozue è la migliore amica di Kū sin dalla loro infanzia e dimostra di esserle sempre molto attaccata. Si tratta di un personaggio estroverso, sempre disponibile, che cerca in tutti i modi di sollevare Kū quando quest'ultima piomba nelle sue costanti depressioni. Quando Kū scompare, Kozue cerca in più modi di contattarla senza tuttavia riuscirci.

## Media

### Anime
Una serie televisiva anime da 12 episodi è stata trasmessa per la prima volta in Giappone dal 5 gennaio al 23 marzo 2007. I diritti per la distribuzione nei territori anglofoni, originariamente acquisiti da ADV Films, sono passati in mano a Funimation Entertainment nel luglio 2008, pubblicato la serie il 24 febbraio 2009. L'edizione home video nipponica ha visto l'inclusione di sei brevi episodi OAV, ciascuno contenuto in un volume DVD della serie. La sigla di apertura è "Cross*Heart" (クロス*ハート?) di CooRie, mentre in chiusura è stato utilizzato il brano "Madoromi no rakuen" (微睡みの楽園? lett. "Il paradiso del sonno leggero") di Ceui.
| Nº | Giapponese 「Kanji」 - Rōmaji         | In onda          | In onda |
| Nº | Giapponese 「Kanji」 - Rōmaji         | Giapponese       |         |
| 1  | 「永遠の空」 - Towa no sora           | 5 gennaio 2007   |         |
| 2  | 「三華月百夜」 - Mikazuki byakuya     | 12 gennaio 2007  |         |
| 3  | 「舞い踊る螺旋」 - Maiodoru rasen     | 19 gennaio 2007  |         |
| 4  | 「恋蛍」 - Koibotaru                  | 26 gennaio 2007  |         |
| 5  | 「くちづけ洗礼」 - Kuchizuke senrei   | 2 febbraio 2007  |         |
| 6  | 「ゆめはて十字路」 - Yume hate jūjiro | 9 febbraio 2007  |         |
| 7  | 「彷徨いの哀歌」 - Samayoi no aika    | 16 febbraio 2007 |         |
| 8  | 「刻の目覚め」 - Toki no mezame       | 23 febbraio 2007 |         |
| 9  | 「乙女見果てぬ」 - Otome mihatenu     | 2 marzo 2007     |         |
| 10 | 「天使の牢獄」 - Basutīyu             | 9 marzo 2007     |         |
| 11 | 「天使回廊」 - Tenshi kairō           | 16 marzo 2007    |         |
| 12 | 「永遠の空」 - Eien no Kū             | 23 marzo 2007    |         |